# 麻辣湯
麻辣湯（マーラータン、簡: 麻辣烫、繁: 麻辣燙、拼音: málàtàng）は、中華人民共和国で一般的な屋台料理の一つ。四川省発祥だが、四川風のものとは異なる。四川風のものは、華北でいうところの火鍋とより似ている。

## 名称
麻辣湯の名称は、核となる材料である花椒と乾燥唐辛子を組み合わせた麻辣調味料に由来する。麻辣の「麻」は中国語で「痺れる」、「辣」は「辛い」の意味であり、口腔内で感じる感覚を表す漢字が組み合わせられている。「湯」は中国語で「スープ」の意である。

## 歴史

### 起源
麻辣湯の発祥地は四川省近辺の長江流域であると言われている。古代中国では舟運が一大産業であり、多くの人が曳航業で生計を立てていた。湿気と霧が多く寒い天候下で体調を崩さないよう、曳航業者は空腹時には鍋で薬草を煮込み、花椒と生姜をスープに入れて体を温めた。こうして生まれた麻辣湯に飲食業者が商機を見出し、やがて中国全土に広まった。
注文を受けてから調理し、テーブルで食べる火鍋とは異なり、麻辣湯は大鍋で作る屋台料理が起源である。食堂では食べたいものをすぐに選び、店内で食べるか持ち帰るかのいずれかができる。

### 日本における受容
『東洋経済オンライン』の阿生によれば、日本においては、2007年に石神秀幸が「七宝麻辣湯」を開店したことにより、麻辣湯が認知されはじめた。また、2018年には池袋に中国の麻辣湯チェーンである楊国福麻辣湯が進出した。2024年から2025年にかけ、複数のメディアが、国内における若い女性を中心とする麻辣湯ブームを報道している。阿生は、その背景には、TikTokやInstagramにおいて、インフルエンサーにより七宝麻辣湯をはじめとする料理店が紹介されたこと、韓国においても同様に麻辣湯ブームがあったことを論じている。Creative Groupの運営するメディアである『Trepo』が発表した「2024年下半期Z世代トレンドランキング」においては、麻辣湯が「グルメ部門」の1位となった。

## 調理

### 串の煮込み形式

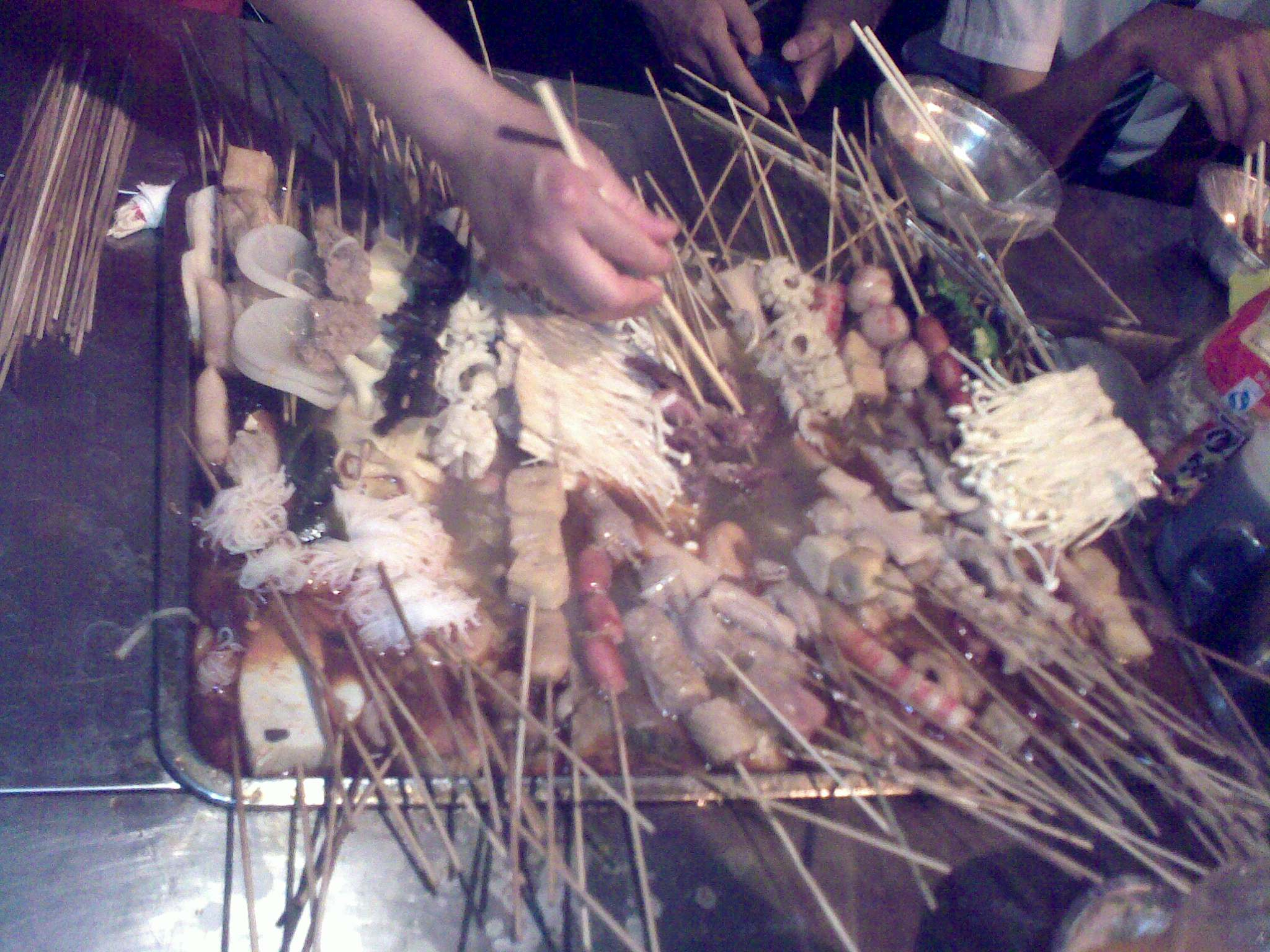
北京・三里屯で供された、串の煮込み形式の麻辣湯

串の煮込み形式の麻辣湯では、一般的には大きくて平らな鍋が置かれたテーブルが路上に設置され、多種多様な串刺しの具材がほどよい辛さのスープで煮込まれる。客はテーブルを囲み、食べたい具材の串をつまむ。多種多様な具材があるため普通はすべての具材が同時に鍋に入れられているわけではなく、客は他に食べたい食材を注文することができる。
客は串を皿の脇に置いておき、会計時には串の数に応じて代金を支払う。

### 重量形式

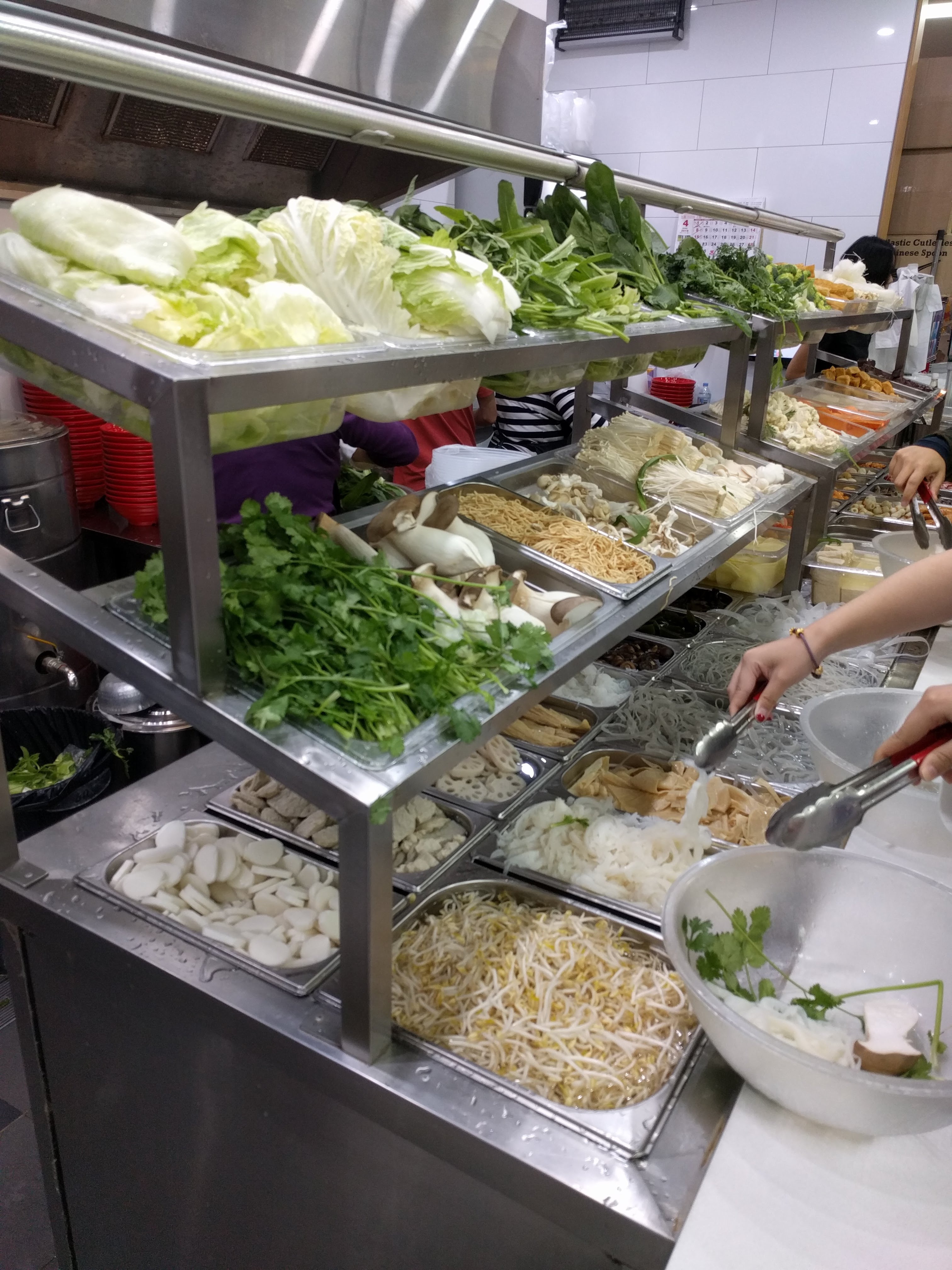
セルフサービスで食材を選ぶ方式の麻辣湯店。前方には野菜や麺類、後方には魚や肉が陳列されている。

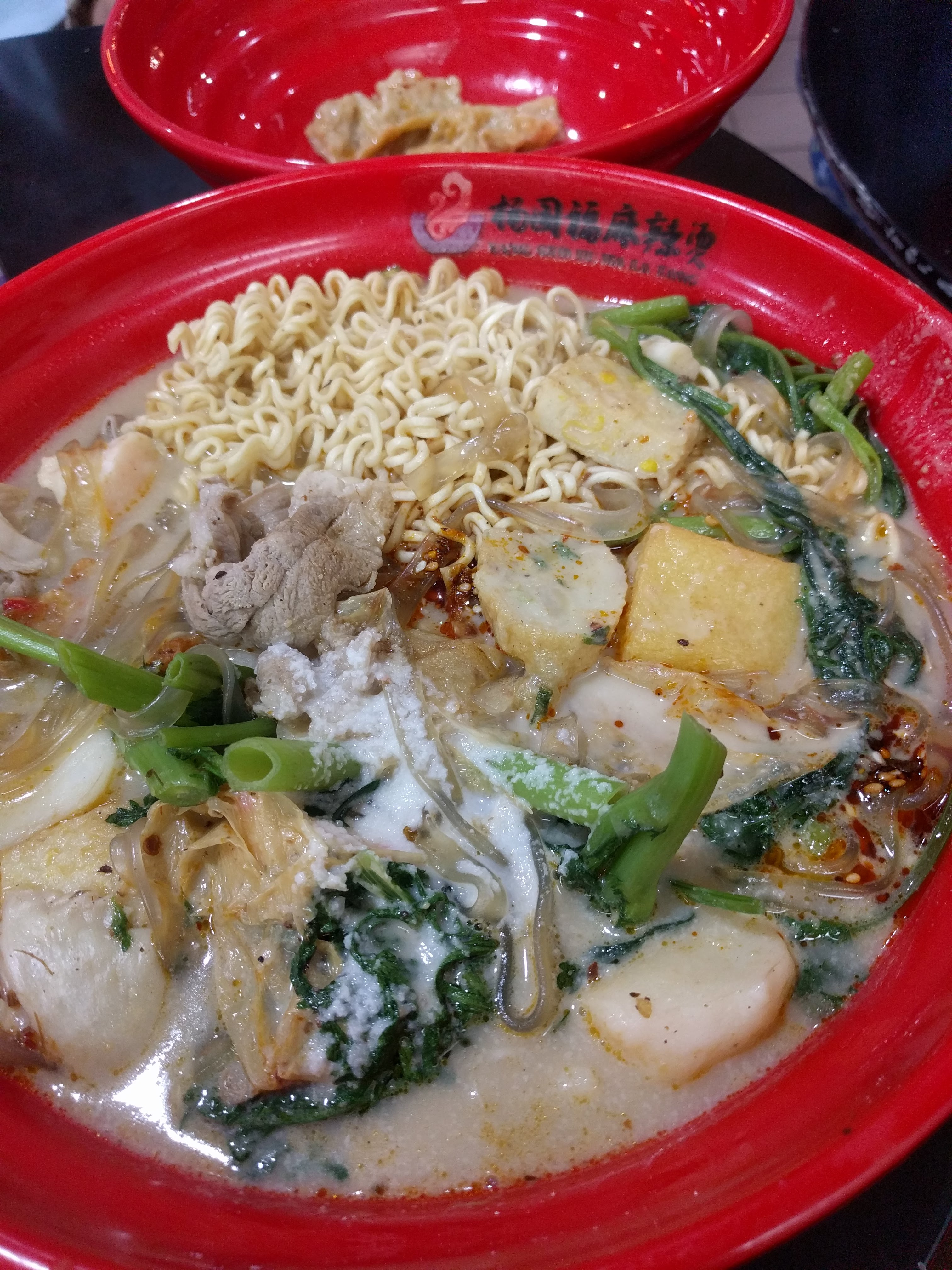
できあがった麻辣湯

2010年代中期には、北京を中心とする華北地方で麻辣湯店が人気を博した。これらの麻辣湯店ではバイキング形式で食材を選ぶのがふつうで、客は陳列された具材から好きなものを選んで器に盛る。その後カウンターの裏側で、客の選んだ具材が辛味のある出汁で3～4分間高温で煮込まれる。提供前には、大量のニンニクや黒胡椒、花椒、唐辛子、芝麻醤、砕き落花生でさらに味付けされる。代金は自分で選んだ具材の重量に応じて決まる。

## 一般的な材料
一般的に麻辣湯に用いられる材料のいくつかは、以下の通りである。
- 皇帝菜 (ステムレタス)
- 牛肉
- ダンプリング
- レタス
- ほうれんそう
- その他青菜類
- レンコン
- キノコ類
- 生麺、あるいは即席麺
- 豚のレバー
- 豚のフワ（肺）
- ジャガイモ
- ウズラ卵
- スパム
- 長芋
- 羊の腸
- 多種類の乾燥、および冷凍豆腐
- 年糕（中国の餅）
- 牛丸
- 魚丸（つみれ）
- 鶏丸（中国のつくね）
- サツマイモ
- トライプ（胃のホルモン）
- 魚卵

## 麻辣湯の効用

### 栄養素
麻辣湯には多種多様な野菜や肉が入れられることが多く、豊富な食材が含まれている。これにより食べる際にさまざまな栄養素を吸収することができ、栄養バランスを整える役割を果たす。